# Геньхе (річка)
Геньхе (Ган) (кит.: 根河 根河) — річка в Китаї, в автономному районі Внутрішня Монголія, права притока Аргуні. Назва, швидше за все, є калькою з монгольської «Гегенгол» («Чиста річка»).
Витік річки знаходиться в міському повіті Геньхе на хребті Великий Хінган. Звідти річка тече на південний захід через міський повіт Аргунь-Юци, формуючи водно-болотні угіддя, після чого впадає в Аргунь . Одна з трьох річок, які формують історичну область Російське Триріччя (Саньхе Цюй).

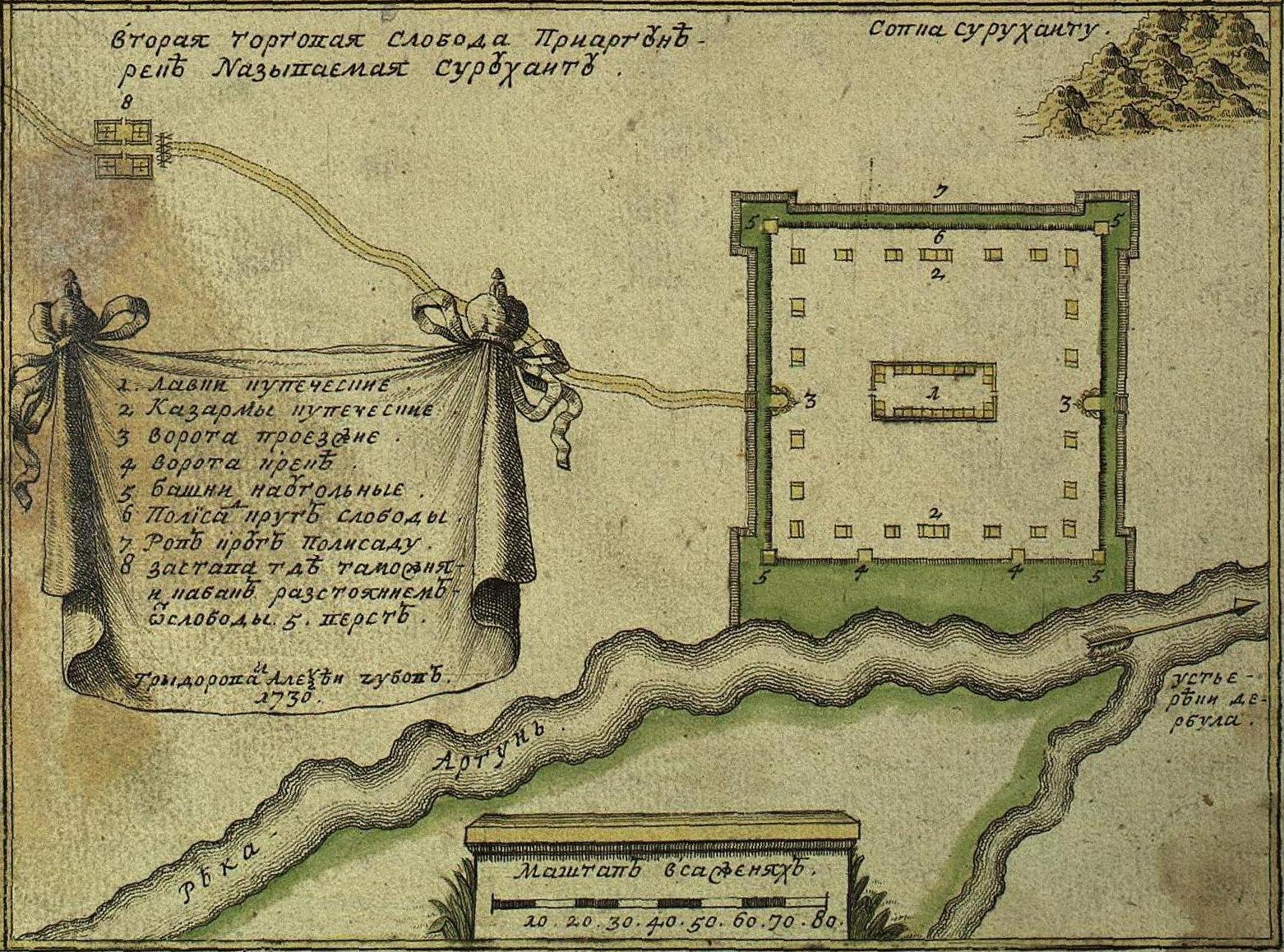
План другої торгової слободи при Аргуні. 1730 рік. (Розташовувалася приблизно за кілометр на північний схід від місця впадіння Гана в Аргунь.)